# 奥鲁伊
奥鲁伊（法語：Orrouy，法語發音：[ɔʁwi]）是法国瓦兹省的一个市镇，属于桑利斯区。

## 地理
奥鲁伊（49°17'36"N, 2°51'37"E）面积16.14 平方千米，位于法国上法蘭西大區瓦兹省，该省份为法国北部内陆省份，北起索姆省，西接厄尔省和滨海塞纳省，南至塞纳-马恩省和瓦兹河谷省，东临埃纳省。
与奥鲁伊接壤的市镇（或旧市镇、城区）包括：圣让欧布瓦、瓦卢瓦地区贝唐库尔、贝蒂西圣马丹、贝蒂西圣皮埃尔、日洛库尔、格莱涅、莫里安瓦勒、圣索沃尔、塞里-马涅瓦勒。

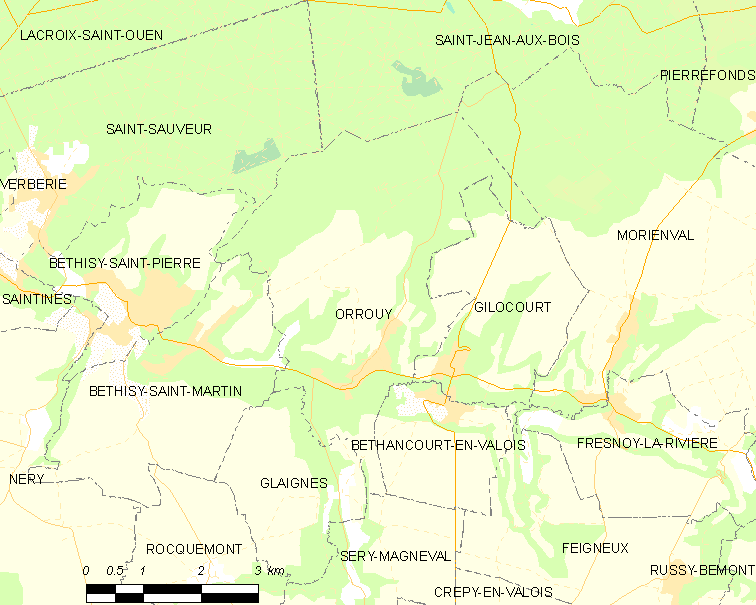
奥鲁伊的OSM定位图

奥鲁伊的时区为UTC+01:00、UTC+02:00（夏令时）。

## 行政
奥鲁伊的邮政编码为60129，INSEE市镇编码为60481。

## 政治
奥鲁伊所属的省级选区为瓦卢瓦地区克雷皮县。

## 人口

1962-2008年间奥鲁伊人口变化图示

奥鲁伊于2022年1月1日时的人口数量为587人。